# Akara z Porto Alegro
Akara z Porto Alegro (Cichlasoma portalegrense) – gatunek ryby z rodziny pielęgnicowatych (Cichlidae).

## Występowanie
Okolice jeziora Lagoa dos Patos oraz dorzecze rzeki Tramandaí w stanie Rio Grande do Sul w południowej Brazylii.

## Cechy morfologiczne
Osiąga do 12,9 cm długości.

## Rozród
Samica składa do 500 ziaren ikry.

## Znaczenie i hodowla
Nadaje się do hodowli w akwarium. Wymaga wody o temp. 16–24 °C, pH 6,5–7 i twardości dH 3–10.